# キプランガット・ベンソン
キプランガット・ベンソン (英語：Kiplangat Benson、2003年6月17日 - ) は、ケニアの陸上競技選手。元SUBARU所属。

## 経歴
2018年から陸上競技を開始。ケリンゲット高校を卒業後2021年11月末に来日しSUBARU所属の実業団ランナーとして活動を始める。

### 2021年
2月に行われたケニアクロスカントリー大会のU20カテゴリーにて2位に入りSUBARUへの加入のきっかけを掴む。

7月のU20世界陸上ケニア代表選考会にて自己記録(PB)となる13:40.41で2位に入ったことで世界大会への切符を手にする。
翌月のU20世界陸上選手権大会ではタデッセ・ウォルクとのデッドヒートを繰り広げ、PB更新となる13:20.37を記録し0.28秒の僅差で優勝。
9月のキプ・ケイノ・クラシックでも13:25.28の3位に入るなど公式戦デビューから高いレベルで結果を出し続けた。

### 2022年
来日後初の駅伝となるニューイヤー駅伝でもチームを首位へと引き上げる走りで22:03の区間賞を獲得。
ポルトガルで行われたクロスカントリーでも2位に入るなどトラックだけではない走力の高さを見せた。

4月の金栗記念大会ではPBを更新する13:16.48で総合1位を獲得すると、翌5月のゴールデンゲームズinのべおかでも総合6位ながらも再度PBを更新する13:14.85を記録する。

6月にはフランスで行われたモントルイユ国際陸上競技大会でこの年3度目となるPB更新の13:10.41でオレゴン世界陸上参加標準記録を突破する。
同月のケニア代表選考会5000mに出場するも6位に終わり初の代表入りとはならなかった。

11月には東日本実業団対抗駅伝の2区・8.0kmに出走。
2019年にNDソフトのアレクサンダー・ムティソが樹立した区間記録を33秒上回る21:17の区間新記録の快走で区間賞を獲得。
同月の八王子ロングディスタンスでは自身初となる10000mに出場し、初レースながら27:09.83でブダペスト世界陸上参加標準記録を切るタイムを記録し、好調を維持したままこの年のレースを終える。

### 2023年
元旦のニューイヤー駅伝では区間2位ながらも区間記録から6秒差の21:59で11人を抜き昨年に引き続きチームを首位に引き上げる活躍を見せる。
同月のスペインで行われた10kmロードでは初公認ロードレースにも関わらず大会記録となる27:18の好タイムで優勝。

少し間の空いた4月の金栗記念大会50000mでは13:28.32の総合13位と昨年より順位が落ち込む。

5月のゴールデンゲームズinのべおかの5000mでブダペスト世界陸上参加標準記録 (13:07.00) を超える設定タイムとしたB組に出場。
12分台も狙えるペースの先頭集団に付いていくものの、ラスト1周のスパートで競り負けて5位となるが13:02.74のPB更新・ブダペスト世界陸上参加標準記録切りを達成。
7月に行われたブダペスト世界陸上ケニア代表選考会10000mに出場するも5位に終わり代表選出とはならなかった。
9月の全日本実業団選手権大会で組2位・総合2位ながらも27:28.59を記録。

11月には前年と同じく東日本実業団対抗駅伝の2区に出走し、自身の持つ区間記録には及ばない記録ではあったが21:39のタイムで2年連続の区間賞を獲得する。

約3週間後の八王子ロングディスタンスでは、こちらも前年の記録には及ばないが27:22.30と安定して27分台を記録する高いレベルの走りを見せる。

### 2024年
3度目のニューイヤー駅伝では区間変更が行われたことにより外国人選手の出走可能な区間も前年の2区より500m程短くなった4区に変更される。
初出走となった区間で区間6位と精彩を欠いた走りとなり順位を1つ上げるにとどまる。

3月にはケニアクロスカントリー選手権10kmに出場し、2年ぶりとなるクロスカントリーであったが5位に入り世界選手権のケニア代表となる。
同月の世界クロスカントリー選手権大会10kmでも28:14で3位に入る好走を見せる。

4月には初めてダイヤモンドリーグに参戦し、厦門大会5000mではパリオリンピック参加標準記録を超える13:04.66で9位。
上海/蘇州大会5000mでも2戦連続の参加標準記録切りとPB更新を達成する12:58.78の好タイムで3位入賞と徐々に調子を上げていく。

翌5月にアメリカで行われたダイヤモンドリーグ第5戦のケニア代表選考を兼ねたプリフォンテーン・クラシック10000mに出走。
5000mの通過が13:28.14とハイペースで進み、ラスト1周までに6人に絞られた先頭集団に付けるもののスプリント勝負が始まるとわずかに遅れてしまい、26:55.09とPB更新・参加標準記録切りの好タイムではあったが5位に沈み初のオリンピック出場とはならなかった。
6月にはパリオリンピックケニア代表選考会5000mにも出場したが、ラスト1周の前に先頭集団から脱落し8位と10000mに続き代表の座を逃す。

その後は調子を落としたのか出走しては途中棄権を繰り返すようになり、完走した日体大記録会5000mでも13:42.33と精彩を欠く走りとなった。

### 2025年
5月のダイヤモンドリーグ上海/柯橋大会5000mで約半年ぶりとなった出走を果たす。
2000m/5:10.7の通過までは順調にレースを進めていたが、3000m/7:47.4と7:43.21で通過した先頭と少しづつ離され始める。
最終的には先頭から約20秒遅い13:09.90の7位だったが復調の兆しを見せるレースであった。
その直後の5月8日にSUBARUを退部し、母国ケニアに帰国して競技を継続することがHP上で発表された。

7月5日、ケニア代表選考を兼ねたプリフォンテーン・クラシック10000mに出場。
4000～7000mを先頭で引っぱるなどなど積極的な走りを見せ、5000m/13:14.17とハイペースなレース展開へとなっていく。
最終的には1位でゴールしたMEHARY Biniamから6秒ほど遅れての6位となるが、タイムは26:50.00とPB更新・東京世界陸上参加標準記録突破の好記録であった。

## 記録

### 戦績
| 日付       | 大会名                                   | 区分   | 距離   | 種別             | タイム   | 順位    | 備考             |        |
| ---------- | ---------------------------------------- | ------ | ------ | ---------------- | -------- | ------- | ---------------- | ------ |
| 2021/07/02 | U20世界陸上ケニア代表選考会              |        | 5000m  | トラック         | 13:57.49 | 2位     |                  |        |
| 2021/07/02 | U20世界陸上ケニア代表選考会              |        | 5000m  | トラック         | 13:40.41 | 2位     |                  |        |
| 2021/08/19 | U20世界陸上選手権大会                    |        | 5000m  | トラック         | 13:20.37 | 1位     |                  | [ 4 ]  |
| 2021/09/18 | キプ・ケイノ・クラシック                 |        | 5000m  | トラック         | 13:25.28 | 3位     |                  | [ 5 ]  |
| 2022/01/01 | 第66回 ニューイヤー駅伝                  | 2区    | 8.3km  | 駅伝             | 22:03    | 区間賞  |                  | [ 6 ]  |
| 2022/02/27 | 45 Cross das Amendoeiras em Flor         |        | 8.45km | クロスカントリー | 24:25    | 2位     |                  | [ 7 ]  |
| 2022/04/09 | 第30回 金栗記念大会                      | 5組    | 5000m  | トラック         | 13:16.48 | 組1位   | 総合1位          | [ 8 ]  |
| 2022/05/04 | 第33回 ゴールデンゲームズinのべおか      | B組    | 5000m  | トラック         | 13:14.85 | 組6位   | 総合6位          | [ 9 ]  |
| 2022/05/15 | 第64回 東日本実業団選手権大会            | 4組    | 5000m  | トラック         | 13:30.47 | 組2位   | 総合2位          | [ 10 ] |
| 2022/06/02 | モントルイユ国際陸上競技大会             |        | 5000m  | トラック         | 13:10.41 | 6位     | QES (O)          | [ 11 ] |
| 2022/06/24 | オレゴン世界陸上ケニア代表選考会         |        | 5000m  | トラック         | 13:33.91 | 6位     |                  |        |
| 2022/09/25 | 第70回 全日本実業団選手権大会            | 3組    | 5000m  | トラック         | 13:22.70 | 組2位   | 総合2位          | [ 12 ] |
| 2022/11/03 | 第63回 東日本実業団対抗駅伝              | 2区    | 8.0km  | 駅伝             | 21:17    | 区間賞  | 区間新記録       | [ 13 ] |
| 2022/11/26 | 八王子ロングディスタンス                 | 7組    | 10000m | トラック         | 27:09.83 | 組2位   | 総合2位・QES (B) | [ 14 ] |
| 2023/01/01 | 第67回 ニューイヤー駅伝                  | 2区    | 8.3km  | 駅伝             | 21:59    | 区間2位 |                  | [ 15 ] |
| 2023/01/29 | 10K Ibiza - Platja d'en Bossa            |        | 10km   | ロード           | 27:18    | 1位     | GR               | [ 16 ] |
| 2023/04/08 | 第31回 金栗記念大会                      | 6組    | 5000m  | トラック         | 13:28.32 | 組7位   | 総合13位         | [ 17 ] |
| 2023/05/04 | 第34回 ゴールデンゲームズinのべおか      | B組    | 5000m  | トラック         | 13:02.74 | 組5位   | 総合5位・QES (B) | [ 18 ] |
| 2023/05/20 | 第65回 東日本実業団選手権大会            | 2組    | 10000m | トラック         | 27:50.39 | 組1位   | 総合1位          | [ 19 ] |
| 2023/07/07 | ブダペスト世界陸上ケニア代表選考会       |        | 10000m | トラック         | 27:51.6h | 5位     |                  |        |
| 2023/09/23 | 第71回 全日本実業団選手権大会            | 2組    | 10000m | トラック         | 27:28.59 | 組2位   | 総合2位          | [ 20 ] |
| 2023/11/03 | 第64回 東日本実業団対抗駅伝              | 2区    | 8.0km  | 駅伝             | 21:39    | 区間賞  |                  | [ 21 ] |
| 2023/11/25 | 八王子ロングディスタンス                 | 7組    | 10000m | トラック         | 27:22.30 | 組4位   | 総合4位          | [ 22 ] |
| 2024/01/01 | 第68回 ニューイヤー駅伝                  | 4区    | 7.8km  | 駅伝             | 21:12    | 区間6位 |                  | [ 23 ] |
| 2024/03/02 | ケニアクロスカントリー選手権             |        | 10km   | クロスカントリー | 28:48    | 5位     |                  | [ 24 ] |
| 2024/03/30 | 第45回 世界クロスカントリー選手権大会    |        | 10km   | クロスカントリー | 28:14    | 3位     |                  | [ 25 ] |
| 2024/04/20 | ワンダ・ダイヤモンドリーグ 厦門大会      |        | 5000m  | トラック         | 13:04.66 | 9位     | QES (P)          | [ 26 ] |
| 2024/04/27 | ワンダ・ダイヤモンドリーグ 上海/蘇州大会 |        | 5000m  | トラック         | 12:58.78 | 3位     | QES (P)          | [ 27 ] |
| 2024/05/25 | プリフォンテーン・クラシック             |        | 10000m | トラック         | 26:55.09 | 5位     | QES (P)          | [ 28 ] |
| 2024/06/15 | パリオリンピックケニア代表選考会         |        | 5000m  | トラック         | 13:34.84 | 8位     |                  | [ 29 ] |
| 2024/11/10 | 第317回 日体大長距離記録会               | NCG1組 | 5000m  | トラック         | 13:42.33 | 組14位  | 総合14位         | [ 30 ] |
| 2025/05/03 | ワンダ・ダイヤモンドリーグ 上海/柯橋大会 |        | 5000m  | トラック         | 13:09.90 | 7位     |                  | [ 31 ] |
| 2025/07/05 | プリフォンテーン・クラシック             |        | 10000m | トラック         | 26:50.00 | 6位     | QES (T)          | [ 32 ] |

〇 基本はWAの選手ページ (Benson KIPLANGAT) を参照。

〇 タイムはWA・JAAF・JITA・IUAUJ等の共通公式表記。

〇 GR：Game Record。大会記録。順位が2位以下の場合は記載せず。

〇 QES：Qualified by Entry Standard。世界陸上及びオリンピックの参加標準記録切りのタイム。

### 自己ベスト
| 種目        | タイム   | スコア | 日付       | 大会名                                   |
| ----------- | -------- | ------ | ---------- | ---------------------------------------- |
| 5000ｍ      | 12:58.78 | 1214   | 2024/04/27 | ワンダ・ダイヤモンドリーグ 上海/蘇州大会 |
| 10000ｍ     | 26:50.00 | 1242   | 2025/07/05 | プリフォンテーン・クラシック             |
| 10km ロード | 27:18    | 1197   | 2023/01/29 | 10K Ibiza - Platja d'en Bossa            |